# 米昇右
米 昇右（ミ・スンウ、朝鮮語: 미승우、1930年 - 1988年5月15日）は、大韓民国の国文学者、朝鮮語文法学者、エッセイスト。

## 経歴
日本統治時代の咸鏡北道鏡城郡出身。鏡城高等普通学校卒。大学では動物学を専攻した。東亜日報出版局勤務、韓国応用動物学会幹事（1955年）、日本昆虫学会海外正会員（1956年）。1988年、持病によりソウル市道峰区の自宅で死去。享年59。

## 活動
分野を問わず教科書に記載されている内容の誤りを指摘することに尽力し、その数は生涯で数万個になった。